# Krzysztof Malik
Krzysztof Kazimierz Malik (ur. 6 października 1964 w Kędzierzynie-Koźlu) – polski ekonomista, profesor nauk ekonomicznych specjalizujący się w ekonomii środowiska, gospodarce regionalnej, mikroekonomii, teorii ekonomii, zarządzaniu ekologicznym; nauczyciel akademicki związany z uczelniami w Opolu i Bytomiu.

## Życiorys
Szkołę podstawową i średnią ukończył w Opolu. Po pomyślnie zdanym egzaminie maturalnym w 1983, podjął studia ekonomiczne na Wydziale Handlu, Transportu i Usług Akademii Ekonomicznej w Katowicach. Ukończył je w 1988, uzyskując dyplom magistra ekonomii o specjalności ekonomika i organizacja transportu. 1 kwietnia tego samego roku zatrudnił się w Studium Nauk Społecznych i Ekonomicznych Wyższej Szkoły Inżynieryjnej w Opolu (od 1996 pod nazwą Politechnika Opolska). W latach 1991–1993 przebywał w Stanach Zjednoczonych na letnich szkołach ekonomii, organizowanych przez De Paul University, Brandeis University, University of Massachusetts, University of Nebraska, Northwestern University oraz University of Notre Dame. 
W 1994 na macierzystej uczelni otrzymał stopień naukowy doktora nauk ekonomicznych na podstawie pracy pt. Ekologiczne uwarunkowania funkcjonowania przedsiębiorstwa przemysłowego w warunkach gospodarki rynkowej i samorządności terytorialnej (na przykładzie ZA "Kędzierzyn" SA), napisanej pod kierunkiem prof. Franciszka Piontka. W 1995 otrzymał stypendium Fundacji na rzecz Nauki Polskiej dla najlepszych młodych naukowców. Ponadto w 1998 ukończył studia podyplomowe z zakresu finansów i rachunkowości. W 2005 otrzymał stopień naukowy doktora habilitowanego na podstawie rozprawy nt. Efektywność zrównoważonego i trwałego rozwoju w wymiarze lokalnym i regionalnym. 1 czerwca 2006 otrzymał stanowisko profesora nadzwyczajnego na Politechnice Opolskiej. 17 stycznia 2013 r. postanowieniem Prezydenta RP otrzymał tytuł naukowy profesora nauk ekonomicznych (MP 2013, poz. 186).
Brał udział w tworzeniu nauk ekonomicznych na opolskiej uczelni technicznej. Pełnił funkcję pełnomocnika do spraw restrukturyzacji finansowej Instytutu Zarządzania (1997–1998), a następnie zastępcy dyrektora tego instytutu (1999). W tym samym roku po powstaniu Wydziału Zarządzania i Inżynierii Produkcji PO, z przekształcenia dotychczasowego Instytutu Zarządzania, został wybrany na jego prodziekana do spraw organizacyjnych. Funkcję tę sprawował przez dwie kadencje do 2005, kiedy objął urząd dziekana tego wydziału. 1 października 2010 dokonano podziału Wydziału Zarządzania i Inżynierii Produkcji na Wydział Inżynierii Produkcji i Logistyki oraz Wydział Zarządzania, który z dniem 1 września 2011 przyjął nazwę Wydziału Ekonomii i Zarządzania, którym kierował do 2012. W tym samym roku został wybrany na prorektora do spraw studenckich i inwestycji Politechniki Opolskiej. Funkcję tę sprawował do 2019 roku. W 2013 uzyskał tytuł profesora nauk ekonomicznych.
Ponadto kieruje Katedrą Ekonomii i Badań Regionalnych PO. Wykładał także w Wyższej Szkole Ekonomii i Administracji w Bytomiu. Jest członkiem Polskiej Akademii Nauk, w tym jej Prezydium oraz Komitetu Przestrzennego Zagospodarowania Kraju.

## Dorobek naukowy
Jego zainteresowania badawcze koncentrują się wokół zagadnień związanych z ekonomią środowiska, gospodarką regionalną, mikroekonomią, teorią ekonomii oraz zarządzaniem ekologicznym. Ważniejsze publikacje:
- Analiza sozoekonomiczna przedsiębiorstwa przemysłowego: studium na przykładzie Zakładów Azotowych "Kędzierzyn" S.A. i opolskiego obszaru ekologicznego zagrożenia, Opole 1995.
- Efektywność zrównoważonego i trwałego rozwoju w wymiarze lokalnym i regionalnym, Opole 2004.
- Evaluation in regional development policy, Warszawa 2010, współredaktor: Krystian Heffner.
- Kierunki rozwoju przedsiębiorstw województwa opolskiego: podsumowanie wyników badań, Opole 2010.
- Budowanie przewag konkurencyjnych w wymiarze społecznym, ekonomicznym i terytorialnym, Opole 2011.
- Ewaluacja polityki rozwoju regionu: metody, konteksty i wymiary rozwoju zrównoważonego, Warszawa 2011.